# Classe Auk
La classe Auk est une classe de dragueur de mines construit aux États-Unis et qui ont servi dans l'United States Navy et dans la Royal Navy pendant la Seconde Guerre mondiale.

## Conception
La classe Auk avait un déplacement de 890 tonnes en moyenne, et avait une longueur approximative de 67-69 mètres. Ils pouvaient atteindre une vitesse maximale d'environ 18,1 nœuds (33,5 km/h). Les Auk étaient équipés d'un seul canon de 3 pouces (76 mm), de deux canons Bofors de 40 mm et de huit canons Oerlikon de 20 mm. Ils étaient visuellement similaires à la classe précédente des Raven, mais adoptaient une propulsion diesel-électrique plutôt que diesel pour permettre l'alimentation d'un engin de dragage de mines magnétique.
Vingt de ces navires ont été transférés à la Royal Navy dans le cadre d'un prêt-bail (Lend-lease) et nommés classe Catherine, avec des préfixes de numéros de fanions (pennant number) « J ». Sur ces vingt, trois ont été coulés au combat, et 17 ont été rendus aux États-Unis après la guerre.
Onze dragueurs de mines de la classe Auk ont été perdus pendant la Seconde Guerre mondiale, dont six au cours d'une action directe de l'ennemi, y compris le USS Skill, torpillé par le sous-marin allemand (U-Boot) U-593.

## Navires de la classe

### Royal Navy
| Nom du navire  | Numéro de coque | Destin |
| -------------- | --------------- | --- |
| HMS Catherine  | J12             | Transféré à la Turquie en mars 1947 et renommé Erdemli. Mis à la ferraille en 1963.                                                   |
| HMS Cato       | J16             | Coulé le 6 juillet 1944 par une torpille humaine Neger allemande.                                                                     |
| HMS Chamois    | J28             | Endommagé par mine le 21 juillet 1944.                                                                                                |
| HMS Chance     | J340            | Transféré à la Turquie en mars 1947 et renommé Edremit. Mis à la ferraille en 1973.                                                   |
| HMS Combatant  | J341            | Retourne aux États-Unis en 1946. Vendu à la Grèce en 1947.                                                                            |
| HMS Cynthia    | J345            | Retourne aux États-Unis en 1947. Mis à la ferraille en 1947.                                                                          |
| HMS Elfreda    | J402            | Transféré à la Turquie en mars 1947 et renommé Cesme. Mis à la ferraille en 1974.                                                     |
| HMS Fairy      | J403            | Retourne aux États-Unis en 1946. |
| HMS Florizel   | J404            | Retourne aux États-Unis en 1946. Vendu à la Grèce.                                                                                    |
| HMS Foam       | J405            | Retourne aux États-Unis en 1946. |
| HMS Frolic     | J406            | Transféré à la Turquie en mars 1947 et renommé Candarli. Il devient navire d'études dans les années 1960. Mis à la ferraille en 1986. |
| HMS Gazelle    | J342            | Retourne aux États-Unis en 1946. |
| HMS Gorgon     | J346            | Retourne aux États-Unis en 1946. Vendu à la Grèce.                                                                                    |
| HMS Grecian    | J352            | Transféré à la Turquie en mars 1947 et renommé Edincik. Mis à la ferraille en 1974.                                                   |
| HMS Jasper     | J407            | Retourne aux États-Unis en 1946. |
| HMS Magic      | J400            | Coulé le 6 juillet 1944 par une torpille humaine Neger allemande.                                                                     |
| HMS Pique      | J23             | Transféré à la Turquie en mars 1947 et renommé Ereğli. Mis à la ferraille en 1973                                                     |
| HMS Pylades    | J401            | Coulé le 8 juillet 1944 par une torpille humaine Biber allemande.                                                                     |
| HMS Steadfast  | J375            | Retourne aux États-Unis 1946. Vendu à la Grèce.                                                                                       |
| HMS Strenuous  | J335            | Retourne aux États-Unis 1946, mais à quai jusqu'en 1956 au Royaume-Uni. Mis à la ferraille en Allemagne en 1956.                      |
| HMS Tattoo     | J374            | Transféré à la Turquie en mars 1947 et renommé Carsamba. Mis à la ferraille en 1985.                                                  |
| HMS Tourmaline | J339            | Transféré à la Turquie en mars 1947 et renommé Cardak. Mis à la ferraille en 1974.                                                    |

### US Navy
| Nom du navire  | Numéro de coque | Date de suppression du Naval Vessel Register | Destin |
| -------------- | --------------- | -------------------------------------------- | --- |
| USS Ardent     | AM-340          | 1er juillet 1972                             | Transféré à la Marine mexicaine le 19 septembre 1972.                                                       |
| USS Auk        | AM-57           | 1er août 1956                                | Mis à la ferraille en 1959 .                                                                                |
| USS Broadbill  | AM-58           | 1er juillet 1972                             | Vendu pour la ferraille le 1er décembre 1973.                                                               |
| USS Champion   | AM-314          | Inconnue                                     | Transféré à la Marine mexicaine le 19 septembre 1972. Encore en service actif.                              |
| USS Chickadee  | AM-59           | Inconnue                                     | Transféré à la Marine nationale du Uruguay le 18 août 1966.                                                 |
| USS Chief      | AM-315          | 1er juillet 1972                             | Transféré à la Marine mexicaine en février 1973.                                                            |
| USS Competent  | AM-316          | 1972                                         | Transféré à la Marine mexicaine en septembre 1972.                                                          |
| USS Defense    | AM-317          | Approx. 1972                                 | Transféré à la Marine mexicaine le 3 janvier 1973.                                                          |
| USS Devastator | AM-318          | Inconnue                                     | Transféré à la Marine mexicaine en 1973.                                                                    |
| USS Dextrous   | AM-341          | Inconnue                                     | Transféré à la Marine de la république de Corée en décembre 1967 après son service dans la guerre de Corée. |
| USS Gladiator  | AM-319          | 1er juillet 1972                             | Transféré à la Marine mexicaine en 1973.                                                                    |
| USS Heed       | AM-100          | 1er mars 1967                                | Inconnu |
| USS Herald     | AM-101          | 1er juillet 1972                             | Transféré à la Marine mexicaine le 1er février 1973.                                                        |
| USS Impeccable | AM-320          | 1er juillet 1972                             | Vendu pour la ferraille le 1er avril 1974.                                                                  |
| USS Minivet    | AM-371          | 21 janvier 1946                              | Coulé par mine dans le détroit de Tsushima le 29 décembre 1945.                                             |
| USS Motive     | AM-102          | 1er décembre 1966                            | Coulé comme navire-cible en avril 1968.                                                                     |
| USS Murrelet   | AM-372          | 1er décembre 1964                            | Transféré sous FMS (Foreign Military Sales) à la Marine philippine en juin 1965.                            |
| USS Nuthatch   | AM-60           | 1er décembre 1966                            | Coulé comme navire-cible.                                                                                   |
| USS Oracle     | AM-103          | 1er décembre 1966                            | Coulé comme navire-cible en hiver 1967.                                                                     |
| USS Peregrine  | AM-373          | 1er février 1969                             | Inconnu |
| USS Pheasant   | AM-61           | 1er décembre 1966                            | Coulé comme navire-cible.                                                                                   |
| USS Pigeon     | AM-374          | 1er décembre 1966                            | Vendu pour la ferraille.                                                                                    |
| USS Pilot      | AM-104          | 1er juillet 1972                             | Transféré à la Marine mexicaine le 19 juillet 1972.                                                         |
| USS Pioneer    | AM-105          | 1er juillet 1972                             | Transféré à la Marine mexicaine le 19 septembre 1972.                                                       |
| USS Pochard    | AM-375          | 1er décembre 1966                            | Vendu pour la ferraille.                                                                                    |
| USS Portent    | AM-106          | Inconnue                                     | Coulé dans l'action au large de Anzio, Italie le 22 janvier 1944                                            |
| USS Prevail    | AM-107          | 10 janvier 1964                              | Vendu pour la ferraille le 13 octobre 1964.                                                                 |
| USS Ptarmigan  | AM-376          | 1er juillet 1963                             | Transféré à la marine de la république de Corée le 25 juillet 1963.                                         |
| USS Pursuit    | AM-108          | 1er juillet 1960                             | Vendu pour la ferraille en 1960                                                                             |
| USS Quail      | AM-377          | 1er décembre 1966                            | Vendu pour la ferraille.                                                                                    |
| USS Redstart   | AM-378          | 1er avril 1965                               | Transféré à la Marine de la république de Chine le 25 juillet 1963.                                         |
| USS Requisite  | AM-109          | 1er avril 1964                               | Vendu pour la ferraille en mars 1965.                                                                       |
| USS Revenge    | AM-110          | 1er novembre 1966                            | Vendu pour la ferraille en mai 1967.                                                                        |
| USS Roselle    | AM-379          | 1er juillet 1972                             | Transféré à la Marine mexicaine le 1er février 1973.                                                        |
| USS Ruddy      | AM-380          | Inconnue                                     | Transféré à la Marine péruvienne le 1er novembre 1960                                                       |
| USS Sage       | AM-111          | 1er juillet 1972                             | Transféré à la Marine mexicaine le 4 février 1973.                                                          |
| USS Scoter     | AM-381          | 1er décembre 1966                            | Transféré à la Marine mexicaine le 19 septembre 1972                                                        |
| USS Seer       | AM-112          | 1er mars 1963                                | Vendu à la Marine royale norvégienne le 15 décembre 1962                                                    |
| USS Sentinel   | AM-113          | 19 août 1943                                 | Coulé dans l'action au large de Licata, Italie le 10 juillet 1943                                           |
| USS Sheldrake  | AM-62           | 30 juin 1968                                 | Vendu pour la ferraille le 2 novembre 1971                                                                  |
| USS Shoveler   | AM-382          | 17 mai 1974                                  | Transféré à la Marine péruvienne le 1er mai 1974                                                            |
| USS Skill      | AM-115          | 11 octobre 1943                              | Coulé dans l'action au large des côtes de l'Afrique du Nord le 25 septembre 1943                            |
| USS Skylark    | AM-63           | 28 avril 1945                                | Coulé dans l'action au large de Yomitan, préfecture d'Okinawa le 28 avril 1945                              |
| USS Spear      | AM-322          | 1er juillet 1972                             | Transféré à la Marine mexicaine le 19 septembre 1972.                                                       |
| USS Speed      | AM-116          | Inconnue                                     | Transféré à la Marine de la république de Corée le 17 novembre 1967.                                        |
| USS Sprig      | AM-384          | 1er juillet 1972                             | Vendu pour la ferraille le 20 décembre 1973                                                                 |
| USS Staff      | AM-114          | 1er mars 1967                                | Vendu pour la ferraille le 17 novembre 1967                                                                 |
| USS Starling   | AM-64           | 1er juillet 1972                             | Transféré à la Marine mexicaine le 16 février 1973.                                                         |
| USS Steady     | AM-118          | 1er février 1968                             | Vendu à la Marine de la république de Chine le 15 août 1967.                                                |
| USS Strive     | AM-117          | 1er octobre 1959                             | Transféré à la Marine royale norvégienne le 1er octobre 1959                                                |
| USS Surfbird   | AM-383          | 21 février 1975                              | Vendu à une compagne privée le 5 décembre 1975                                                              |
| USS Sustain    | AM-119          | 1er octobre 1959                             | Transféré à la Marine royale norvégienne le 1er octobre 1959                                                |
| USS Swallow    | AM-65           | 2 juin 1945                                  | Coulé dans l'action au large des îles Ryukyu le 22 avril 1945                                               |
| USS Sway       | AM-120          | 1er juillet 1972                             | Transféré à la Marine mexicaine le 16 février 1973.                                                         |
| USS Swerve     | AM-121          | 22 août 1944                                 | Coulé en action au large de Anzio, Italie le 9 juin 1944.                                                   |
| USS Swift      | AM-122          | 1er juillet 1972                             | Vendu pour la ferraille                                                                                     |
| USS Symbol     | AM-123          | 1er juillet 1972                             | Transféré à la Marine mexicaine le 19 septembre 1972.                                                       |
| USS Tanager    | AM-385          | 1er novembre 1963                            | Transféré à l'U.S. Coast Guard le 16 juillet 1964.                                                          |
| USS Tercel     | AM-386          | 1er juillet 1972                             | Vendu pour la ferraille                                                                                     |
| USS Threat     | AM-124          | 1er juillet 1972                             | Transféré à la Marine mexicaine en 1973.                                                                    |
| USS Tide       | AM-125          | 29 juillet 1944                              | Coulé dans l'action au large des côtes de Normandie le 7 juin 1944                                          |
| USS Token      | AM-126          | 1er décembre 1966                            | Inconnu |
| USS Toucan     | AM-387          | Inconnue                                     | Transféré à la Marine de la république de Chine le 22 décembre 1964.                                        |
| USS Towhee     | AM-388          | 1er mai 1969                                 | Vendu pour la ferraille le 6 mars 1969                                                                      |
| USS Triumph    | AM-323          | 1er mars 1961                                | Transféré à la Marine royale norvégienne le 27 janvier 1961                                                 |
| USS Tumult     | AM-127          | 1er mai 1967                                 | Vendu pour la ferraille                                                                                     |
| USS Usage      | AM-130          | Inconnue                                     | Vendu à la Marine turque.                                                                                   |
| USS Velocity   | AM-128          | 1er juillet 1972                             | Transféré à la Marine mexicaine le même jour où il est détruit.                                             |
| USS Vigilance  | AM-324          | 1er décembre 1966                            | Transféré sous FMS (Foreign Military Sales) à la Marine philippine en août 1967                             |
| USS Vital      | AM-129          | 23 avril 1947                                | Vendu pour la ferraille à un acheteur étranger. Sert de navire marchand jusqu'à sa vente en juillet 1956.   |
| USS Waxwing    | AM-389          | Inconnue                                     | Transféré à la Marine de la république de Chine le 4 octobre 1965                                           |
| USS Wheatear   | AM-390          | 1er juillet 1972                             | Vendu pour la ferraille en 20 décembre 1973                                                                 |
| USS Zeal       | AM-131          | 1er décembre 1966                            | Coulé comme navire-cible le 9 janvier 1967                                                                  |